# NGC 7500
NGC 7500 في الفهرس العام الجديد، هي مجرة محدبة، تقع في كوكبة الفرس الأعظم. اكتشفت في 8 أغسطس 1886 بواسطة لويس سويفت.

## روابط خارجية
- NGC 7500 على موقع ويكي سكاي: DSS2, SDSS, GALEX, IRAS, Hydrogen α, X-Ray, Astrophoto, Sky Map, Articles and images